# 松嶋えいみ
松嶋 えいみ（まつしま えいみ、1992年4月7日 - ）は、日本のグラビアアイドル。埼玉県出身。AUDIENCE、PIGROOMを経て、マグニファイエンタテインメント所属。

## 略歴・人物
趣味はサバイバルゲーム、お酒、ドライブ。特技は水泳、シンクロ。また、空手、キックボクシング、トライアスロンもこなす。
へそピアスを開けており、イメージビデオではピアスをつけていないものの、自身のSNSではピアスをつけたおへそを披露している。
2014年グラビアデビュー。デビューのきっかけは、K-POPが大好きで、K-POPアイドルと共演して一緒に仕事がしたいと思ったことと述べてたが、その後のインタビューで、パチンコ屋のアルバイト時代に当時所属していた事務所（AUDIENCE）の社長に誘われたとも答えている。
9頭身ともいわれるそのスタイルは「ミラクル神ボディー」とも評され、「第5回 プロが選ぶアイドルDVD賞」で「スタイルがいいで賞」を受賞。
2017年にはK-1のラウンドガール「2017 K-1Girls」を務める。この影響もあり、それまでの空手にK-1の要素を取り入れた「K-1空手」を始めている。
2018年からK-1ガールズのキャプテンに就任。また2019年からは雑誌『GOLF TODAY』（三栄）のイメージガールに当たる「GTバーディーズ」にも参加している。
2020年8月1日、マグニファイエンタテインメント株式会社に移籍した事をSNSで発表した。
2020年12月18日、グラビアアイドルDVD販売会社が選ぶアワード「グラビア・オブ・ザ・イヤー2020」（主催：キネマ旬報社）にて、優秀賞を受賞。
2021年12月17日、「グラビア・オブ・ザ・イヤー2021」（主催：キネマ旬報社）にて、特別功労賞を受賞。
2023年12月20日に発売された29枚目のイメージDVDが最後の作品となったが、紙媒体や撮影会などのグラビア活動は引き続き継続する。
2024年12月23日、インターネットテレビ「ABEMA」の競輪・オートレースチャンネルの番組『祝2000回!WINTICKETミッドナイト競輪 感謝祭』内で結婚を発表。翌12月24日、自身のX（旧Twitter）にて改めて結婚の報告をした。以後については、「今後とも松嶋えいみとして、お仕事も私らしく前向きに頑張っていきたいと思っておりますので、今後ともよろしくお願い申し上げます」と記した。

## 作品

### DVD
- Heart mark（2015年1月23日、イーネット・フロンティア）[6]
- ミルキーグラマー（2015年4月24日、竹書房）
- おしえてえいみちゃん（2015年7月23日、イーネット・フロンティア）
- 純愛レッスン（2015年10月24日、晋遊舎）
- エイミー・ラブミー（2016年1月20日、ラインコミュニケーションズ）
- Secret Lover（2016年4月29日、シャイニングスター）
- シンクロニシティ（2016年7月22日、竹書房）
- エイミー・キャッチミー（2016年10月20日、ラインコミュニケーションズ）
- テレパシー（2017年1月20日、竹書房）
- きすみぃえいみぃ（2017年4月17日、双葉社）
- エイミー・レメディ（2017年8月20日、ラインコミュニケーションズ）
- 愛してエイミー（2017年12月17日、双葉社）
- エイミー・チェイスミー（2018年3月20日、ラインコミュニケーションズ）
- 愛のために（2018年6月25日、笑夢）
- ミラクル☆ロマンチック（2018年9月21日、イーネット・フロンティア）
- エイミー ・ハグミー（2018年12月15日、ラインコミュニケーションズ）
- 憧れのお姉さんが優しく教えてくれる あの日のえいみ （2019年4月25日、エアーコントロール）
- あなたの虜（2019年7月25日、イーネット・フロンティア）
- Feel Special（2019年12月20日、スパイスビジュアル）
- 先輩、キスして…（2020年4月25日、エアーコントロール）
- 元カノはえいみ（2020年7月25日、竹書房）
- えいみに会えてよかった（2020年11月20日、ラインコミュニケーションズ）
- Eiming（2021年2月26日、エスデジタル）
- Sexy Devil（2021年6月25日、エアーコントロール）
- Aiming at You（2021年10月29日、スパイスビジュアル）
- 我慢できないの（2022年2月22日、エアーコントロール）
- 艶美（2022年12月16日、エスデジタル）
- 色情ヘブン（2023年5月23日、エアーコントロール）
- special thanks to…（2023年12月20日、スパイスビジュアル）

### VR
- apartment Days! 松嶋えいみ トライアル版 (2017年7月7日、ファンタスティカ)
- apartment Days! 松嶋えいみ act1 (2017年7月21日、ファンタスティカ)
- apartment Days! 松嶋えいみ act2 (2017年7月28日、ファンタスティカ)

### 写真集
- きすみぃえいみぃ（2017年3月18日、双葉社、撮影：篠原潔）ISBN 978-4575312409
- 原寸大おっぱい図鑑（2017年8月2日、写真:須崎祐次、一迅社）[20] - Fカップ代表
- 「一妄打尽」（2018年4月1日、妄想マンデー）撮影：今野杏南 - 発行番組出演者による写真集[21]

## 主な出演

### テレビ
- 櫻井有吉アブナイ夜会（2015年4月、TBS）
- 全力坂 (2016年8月、テレビ朝日）
- おーい!ひろいき村 (2015年、フジテレビ) ※レギュラー
- 鎧美女 #71（2020年10月27日〈26日深夜〉、フジテレビONE）- 甲冑：豊臣秀吉
- 桃色探訪〜伝説の風俗〜（2021年1月1日、チャンネルNECO）- 薬局の客 役[22]
- オールナイトe!（2022年1月29日、フジテレビONE）
- 湯遊ワンダーランド 第4話（2023年8月6日、BSテレ東）- アカスリを待つ客 役

### ウェブテレビ
- 妄想マンデー（2018年、AbemaTV)妄マンガール
- グラドルVSセクシー女優！水泳大会2018春（2018年3月23日、AbemaTV AbemaGOLD）[23]
- カンニング竹山の土曜The NIGHT#23～グラドル再就職SP！（2018年7月8日、AbemaTV）[24]
- 買えるバトルクラブ（2018年8月2日 - 、AbemaTV）ラウンドガール
- チャンスの時間（2019年6月5日、AbemaTV）
- モイ！異業種ババ抜き対決 優勝したら×××（2019年9月21日、TwitCasting）
- ミッドナイト競輪（2022年1月15日、AbemaTV）

### 映画
- すんドめNew (2017年4月22日公開、日本出版販売）ｰ クラスメイト 役[25]
- すんドめNew2（2017年4月24日公開、日本出版販売）ｰ クラスメイト 役[26]
- 浅草キッド（2021年12月9日配信、Netflix） - リンダ紗江子 役[27]

### イベント
- 2017年「K-1Girls」就任
- DEEPさいたまスーパーアリーナ大晦日SPECIALラウンドガール（2014年12月）
- TOKYO AUTO SALON 2015 幕張メッセ（2015年1月）[28]
- 東京ゲームショウ2023 clusterブースステージモデル（2023年9月）- 高崎かなみ・葉月あや・真田まことと共演[29]